# 아무 일도 없었다
아무 일도 없었다(Calibre)는 영국에서 제작된 맷 팔머 감독의 2018년 스릴러 영화이다. 잭 로던 등이 주연으로 출연하였다.

## 출연

### 주연
- 잭 로던
- 마틴 맥캔

### 조연
- 토니 커렌
- 이안 피리